# 仙台中央自動車学校
仙台中央自動車学校（せんだいちゅうおうじどうしゃがっこう）は、宮城県仙台市宮城野区にある黒井産業グループの仙台ドライバーサービス株式会社が運営する宮城県公安委員会公認の指定自動車教習所である。

## 所在地
- 〒983-0841　仙台市宮城野区原町4丁目4番2号

## 営業時間
- 10：00～20：00（入校受付は平日18：00まで・土日祝17：00まで）、水曜定休。
  - 本校に勤務する教習指導員及び職員は「仙台ドライバーサービス」所属。教習指導員は見習い期間中「R45・日の出自動車学校」にて研修を受け、（宮城県公安委員会が実施する認定審査に合格し）教習指導員及び検定員資格取得後に本校をはじめとする県内系列校へ配属される方式となっている。

## 教習車種（取得可能な免許）
- 普通自動車第1種・普通自動二輪車・原付。

## 交通
- 仙台市営バス・宮城交通バス「原町3丁目」バス停下車・徒歩約10分。仙石線（JR東日本）陸前原ノ町駅下車・徒歩約15分。
- 仙台駅はじめ市内各方面に無料送迎バスを運行している（但し予約制）。
- 本校から国道45号へ抜ける市道は道幅が狭く普通車でもすれ違い困難であるため、運転・歩行には十分な注意が必要である。

## 宮城県内にある系列校
- R45・日の出自動車学校（仙台ドライバーサービス本社併設）

〒983-0035　仙台市宮城野区日の出町2丁目1番13号（国道45号沿い）
- 南仙台自動車学校

〒981-1104　仙台市太白区中田6丁目1番1号（宮城県道273号仙台名取線沿い）
- 岩沼自動車学校

〒989-2435　岩沼市阿武隈1丁目37番地（国道6号沿い）
- 南蔵王自動車学校

〒989-0232　白石市福岡長袋字下河原15番地（宮城県道・山形県道12号白石上山線沿い）
- 仙北自動車学校

〒989-6135　大崎市古川稲葉字新堀26番地（国道4号沿い）
- 若柳第一自動車学校

〒989-5501　栗原市若柳川北字東若柳107番地（宮城県道4号中田栗駒線沿い）
- 気仙沼中央自動車学校

〒988-0156　気仙沼市松崎下金取61番地（宮城県道65号気仙沼本吉線沿い）